# Кривоноси (Гродненська область)
Кривоноси (біл. Крываносы) — село в Островецькому районі Гродненської області Республіки Білорусь. Входить до складу Михалішківської сільської ради.

## Населення
- 2010 рік — 23 особи
- 1999 рік — 42 особи